# Yeah, Yeah, Yeah
„Yeah, Yeah, Yeah” – singel amerykańskiego muzyka Uncle Krackera wydany w 2001 roku. Singel został umieszczony na debiutanckim albumie Uncle Krackera – Double Wide.
W teledysku do utworu wystąpił Jackie Chan i Owen Wilson.

## Lista utworów
- CD maxi-singel, Enhanced[3]

1. „Yeah, Yeah, Yeah” (Radio Edit 1) – 4:15
2. „Yeah, Yeah, Yeah” (Album Version) – 4:57
3. „Follow Me” (Ultimix Remix) – 5:53

Video. „Yeah, Yeah, Yeah” – 3:51

## Notowania na listach przebojów
| Kraj      | Lista (2001)   | Najwyższa pozycja |
| --------- | -------------- | ----------------- |
| Australia | Top 50 Singles | 23                |